# Gáliková Ramóna
Gálik Ramóna (szlovákul Ramóna Gáliková, Zselíz, 1999. szeptember 12. –) Pro Scientia Reménység-díjas szlovák-magyar biológus, feltörekvő kutató, az Országos Tudományos Diákköri Konferencia (OTDK) 2025-ös első helyezettje.[forrás?]

## Életpályája, tanulmányai
Gáliková Ramóna 1999. szeptember 12-én született Gálik Péter és Tóthová Andrea gyermekeként. Édesapja kalauz a szlovák vasútnál, édesanyját – aki gyári munkás volt – korán elveszítette. Egy kis felvidéki faluban, Kicsinden nőtt fel, ahol korán megmutatkozott az állatok iránti szeretete. Bár szlovák nemzetiségű, magyar identitásához is hű.[forrás?]
Óvodás éveit 2002 és 2006 között a Kicsindi Óvodában töltötte, ahol a jele cica volt. 2006-tól a párkányi Ady Endre Alapiskola tanulója volt, majd 2019-ben a Štúrovo Gymnáziumban érettségizett. Eredetileg állatorvos szeretett volna lenni, de egy sikertelen felvételi után másik irányt választott: kutatói pályára lépett.[forrás?]
2020-ban felvételt nyert az Eötvös Loránd Tudományegyetem (ELTE) biológia szakára. BSc szakdolgozatát az Anatómia, Sejt- és Fejlődésbiológiai Tanszéken védte meg. A diploma megszerzése után MSc-képzésre iratkozott be genetika, sejt- és fejlődésbiológia specializáción. Ekkor csatlakozott a Genetikai Tanszéken működő Drosophila Öregedés és Neurodegeneráció kutatócsoporthoz, ahol dr. Kovács Tibor egyetemi adjunktus és Keresztes Fanni témavezetésével végzi hiánypótló munkáját.[forrás?]
2025-ben kiemelkedő munkásságát első helyezéssel, illetve Pro Scientia Reménység-díjjal ismerték el az Országos Tudományos Diákköri Konferencián (OTDK) molekuláris sejtbiológia szekcióban. Kutatási területe a GTPáz aktiváló fehérjék szerepének vizsgálata a lizoszóma exocitózisban.[forrás?]
Egyetemi évei alatt egy párkányi cukrászdában dolgozott, részben ebből finanszírozva tanulmányait. Átmenetileg kollégiumban is lakott. A jövőben PhD-tanulmányait is a Genetikai Tanszéken kívánja folytatni.[forrás?]

## Kutatása
GTP-áz aktiváló fehérjék szerepének vizsgálata a lizoszóma exocitózisban
Az autofágia egy lizoszomális lebontó folyamat, amely a sejtekben felhalmozódó káros anyagok lebontásáért felelős. Amelynek az életkor előrehaladtával csökken az aktivitása, főként a lebontási szakasza sérül, ez toxikus fehérjék felhalmozódásához, reaktív oxigéngyökök felszabadulásához és neurodegeneratív betegségek kialakulásához vezethet. Új terápiás megközelítésként a lizoszóma exocitózis serkentését terveztem vizsgálni, ahol a lizoszóma a mikrotubulusok mentén mozog anterográd transzporttal a plazmamembrán felé, membrán fúziót követően tartalma eltávolítódik a sejtből az extracelluláris térbe. Az Arl8 egy kis GTPáz fehérje, mely elősegíti a lizoszóma más membránokkal való fúzióját, összeköti a lizoszómákat a kinesin-1 motorfehérjével, így fontos szerepet játszik az anterográd transzportban is. Az Arl8 GTP-kötött formában aktív, GDP-kötötten inaktív. A GAP-ok (GTP-áz aktiváló fehérjék) a GTP hidrolízisét serkentve gátolják a kis GTPázokat. Elméletünk szerint specifikus GAP-ok gátlásával serkenthető lehet az Arl8 aktivitása és ez által fokozható a lizoszóma transzport és exocitózis. Az eredményeink alapján elmondható, hogy GAP-ok csendesítésével fokozható a Arl8 membránhoz kötött, aktív formáinak mennyisége, amely hatására növelhető a lizoszómák mennyisége lárvális zsírtestben és adult idegrendszerben. Kimutattam, hogy az Arl8-at gátló GAP-ok hiányában a lizoszomómák a sejtmembránhoz közel jelennek meg. Eredményeink az anterográd transzport fokozódására utalnak.

## Díjai, elismerései
- OTDK 1. helyezett – Molekuláris sejtbiológia szekció (2025)[forrás?]
- Pro Scientia Reménység-díj (2025)[forrás?]

## Magánélete
Párkapcsolatban él. Több társállat, köztük egy vörös macska – Momo – szerető gazdája. Hobbija a rajzolás és a festés. Alapszinten beszél japánul. Egy nővére van, Gáliková Barbara, csillagász. Gyermektelen.[forrás?]